# Predsednik vlade Islandije
Predsednik vlade Islandije (islandsko Forsætisráðherra Íslands) je vodja islandske vlade. Predsednika vlade uradno imenuje predsednik države in izvaja izvršno oblast skupaj s vlado, ki je potrjena s strani parlamenta.

## Ustavna podlaga
Predsednika vlade imenuje predsednik v skladu z ustavo Islandije (II. razdelek 17. člena):
Fundunum stjórnar sá ráðherra, er forseti lýðveldisins hefur kvatt til forsætis, og nefnist hann forsætisráðherra. 
Seje [vlade] vodi minister, ki ga k temu pozove predsednik republike, ki imenuje predsednika vlade.

## Sedež
Urad predsednika vlade se nahaja v Stjórnarráðiðu v Reykjaviku, kjer ima sedež tudi sekretariat in kjer potekajo seje vlade. Predsednik vlade ima poletno rezidenco Þingvallabær v Þingvellirju. Na voljo ima tudi sprejemno hišo v Tjarnargati v Reykjaviku, ki je bila do leta 1943 premierska rezidenca.
- Stjórnarráðið v Reykjavíku, kabinet predsednika vlade
- Þingvallabær, poletna rezidenca predsednika vlade

## Seznam predsednikov vlade
1. Hannes Hafstein 1904-1909
2. Björn Jónsson 1909-1911
3. Kristján Jónsson 1911-1912
4. Hannes Hafstein 1912-1914
5. Sigurður Eggerz 1914-1915
6. Einar Arnórsson 1915-1917

### Kraljevina (1918–1944)
1. Jón Magnússon 1917-1922 in 1924-1926
2. Sigurður Eggerz 1922-1924
3. Jón Þorláksson 1926-1927
4. Tryggvi Þórhallsson 1927-1932
5. Ásgeir Ásgeirsson 1932-1934
6. Hermann Jónasson 1934-1942
7. Ólafur Thors May 1942
8. Björn Þórðarson 1942-1944

### Republika (1944– )
1. Ólafur Thors May 1944-1947
2. Stefán Jóh. Stefánsson 1947-1949
3. Steingrímur Steinþórsson 1950-1953
4. Hermann Jónasson 1956-1958
5. Emil Jónsson 1958-1959
6. Ólafur Thors May 1949-1950, 1953-1956 in 1959-1963
7. Bjarni Benediktsson 1963-1970
8. Jóhann Hafstein 1970-1971
9. Ólafur Jóhannesson 1971-1974
10. Geir Hallgrímsson 1974-1978
11. Ólafur Jóhannesson 1978-1979
12. Benedikt Gröndal 1979-1980
13. Gunnar Thoroddsen 1980-1983
14. Þorsteinn Pálsson 1987-1988
15. Steingrímur Hermannsson 1983–1987 in 1988–1991
16. Davíð Oddsson 1991–2004
17. Halldór Ásgrímsson 2004–2006
18. Geir H. Haarde 2006–2009
19. Jóhanna Sigurðardóttir 2009–2013
20. Sigmundur Davíð Gunnlaugsson 2013–2016
21. Sigurður Ingi Jóhannsson 2016–2017
22. Bjarni Benediktsson 2017
23. Katrín Jakobsdóttir 2017–2024
24. Bjarni Benediktsson 2024
25. Kristrún Frostadóttir 2024–